# Doru Popovici
Doru Popovici (født 17. februar 1932 i Resita - død 5. marts 2019 i Bukarest, Rumænien) var en rumænsk komponist, musikolog, forfatter.
Popovici studerede komposition på Musikkonservatoriet i Bukarest hos Paul Constantinescu, Mihail Andricu og Mihail Jora.
Han har skrevet 4 symfonier, orkesterværker, operaer, balletmusik, vokalværker etc.
Popovici studerede også privat hos bl.a. Iannis Xenakis, György Ligeti og Karlheinz Stockhausen i Darmstadt.

## Udvalgte værker
- Symfoni nr. 1 (1962) - for orkester
- Symfoni nr. 2 "Spielberg" (1966) - for orkester
- Symfoni nr. 3 "Byzantinsk" (1968) - for orkester
- Symfoni nr. 4 "Til minde om Nicolae Iorga" (1973) - for orkester
- "2 symfoniske skitser" (1955) - for orkester
- Koncert (1960) - for orkester